# Arnošt Muka

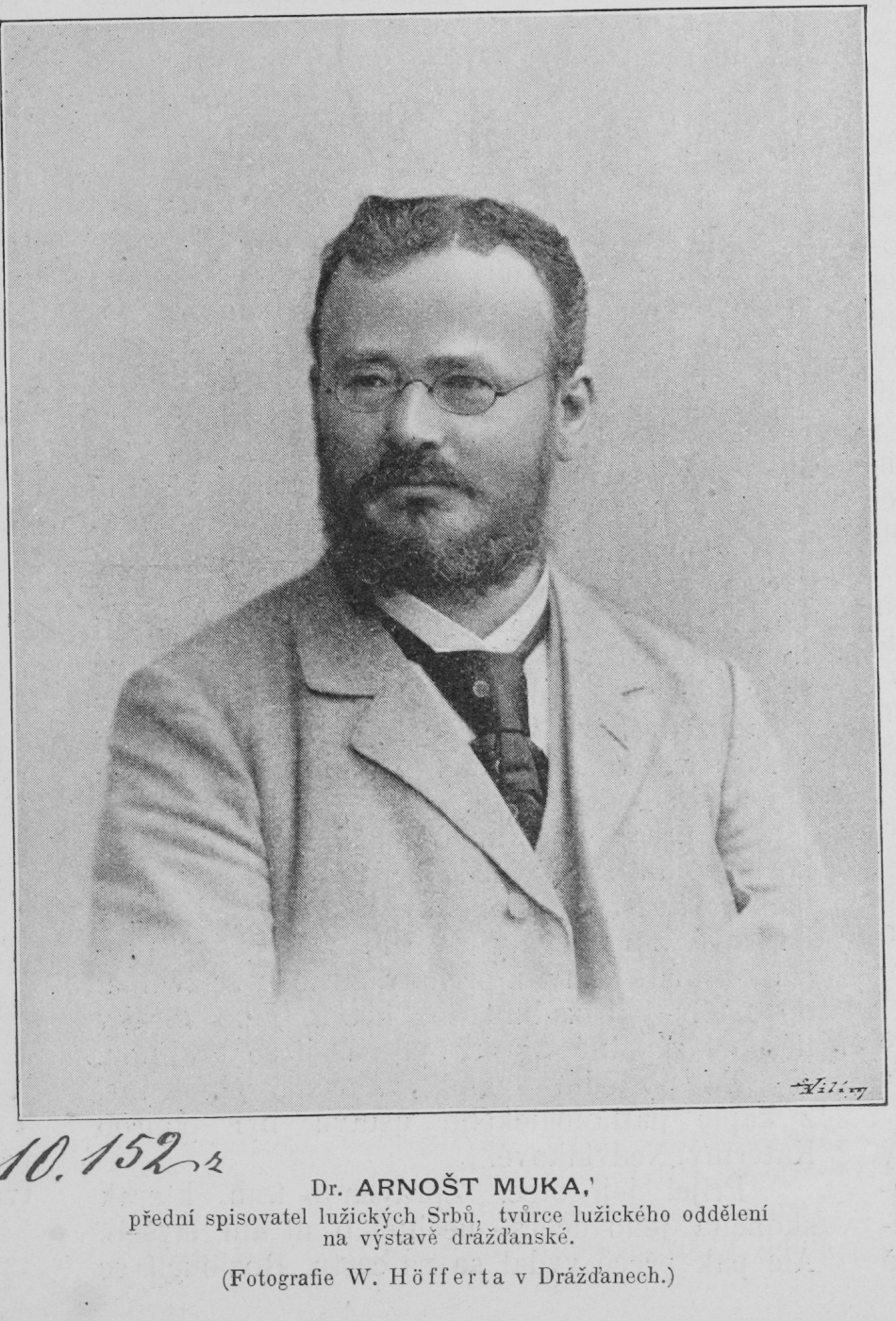
Arnošt Muka (1896)

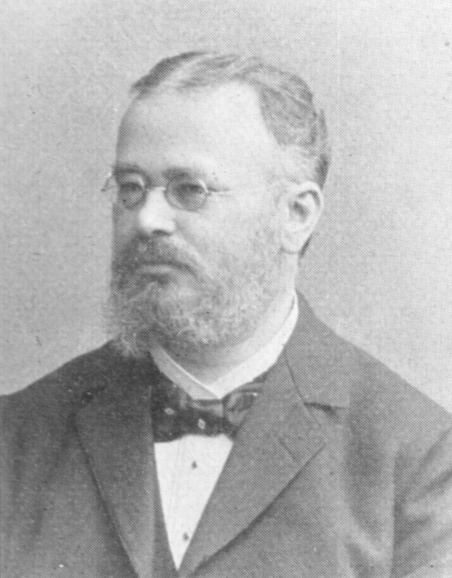
Arnošt Muka

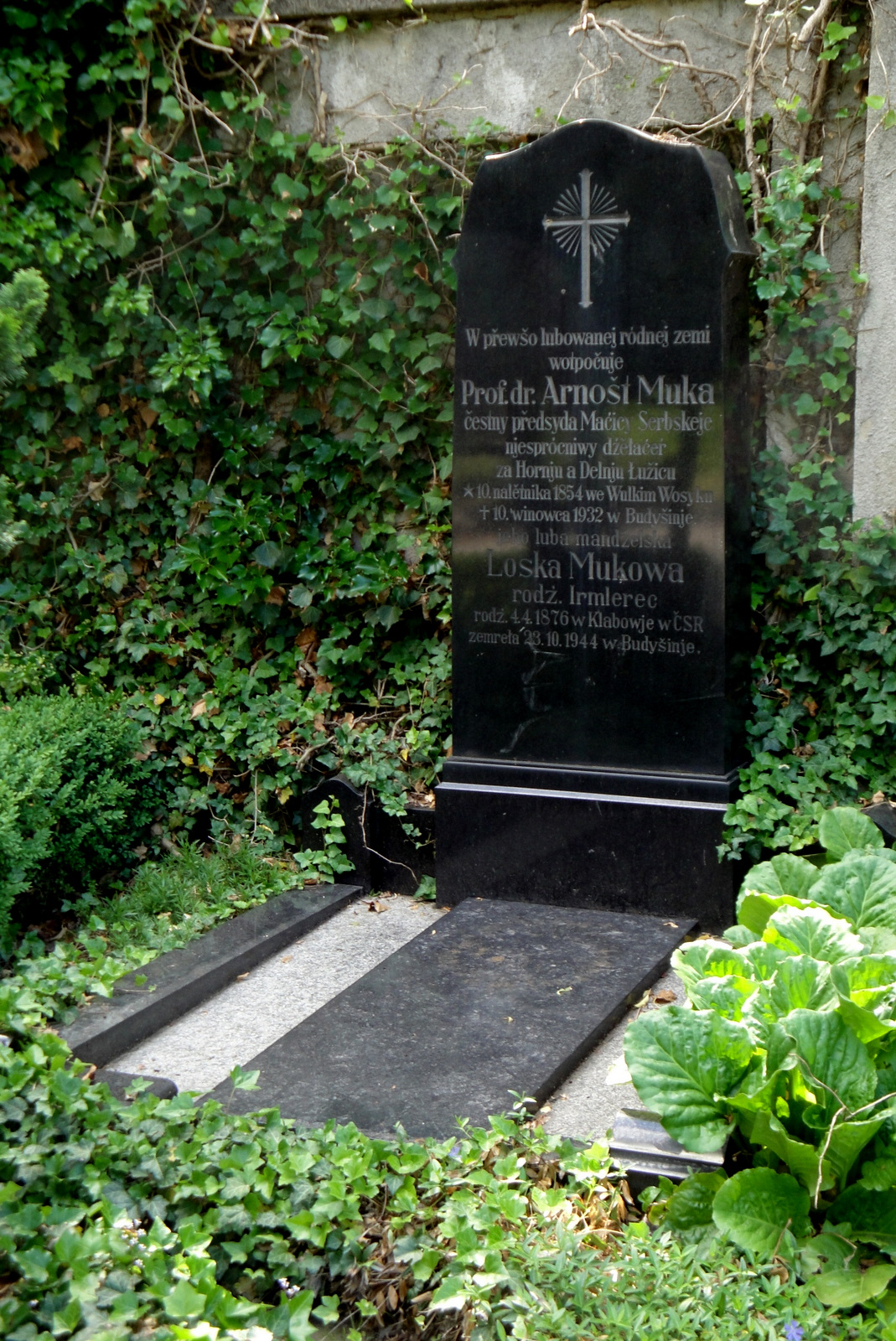
Grab von Arnošt und Loska Muka auf dem Michaelisfriedhof in Bautzen

Arnošt Muka, deutsch Karl Ernst Mucke oder Karl Ernst Mücke (* 10. März 1854 in Großhänchen; † 10. Oktober 1932 in Bautzen) war ein sorbischer Schriftsteller, Volkskundler und Organisator des sorbischen nationalkulturellen Lebens und literarischen Pressewesens sowie Gründer des Sorbischen Museums.

## Leben
Arnošt Muka wurde als ältester Sohn des Rittergutsbesitzers Jan Jurij Muka (1824–1875, Johann Georg Mucke) und der Maria Mitašec (1830–1894, Maria Mittasch) in Großhänchen geboren. Er besuchte von 1860 bis 1866 die Volksschule und von 1866 bis 1874 das Gymnasium in Bautzen und unterzog sich der Reifeprüfung. Er wurde Mitglied des sorbischen Gymnasiastenvereins Societas Slavica Budissinensis. Anschließend studierte er von 1874 bis 1879 Theologie, Philologie und Slawistik in Leipzig, wo er im Oktober 1879 die Oberlehrerprüfung bestand, und verbrachte dann sein Probejahr am Gymnasium in Zittau. Muka war Mitinitiator des Organs der Jungsorben Lipa Serbska (in Anlehnung an Serbska Lipa). Er war aktiv in der sorbischen Laientheaterbewegung und Begründer der Editionsreihe Prěnja serbska dźiwadłowa zběrka (Erste Sammlung sorbischer Dramatik), die er von 1880 bis 1923 herausgab.
Nach seiner Berufung an das Bautzener Gymnasium 1880 betätigte sich Muka aktiv in der Vereinigung Budyska bjesada, welche sorbisch-patriotische Ziele verfolgte. Auf Drängen des damaligen Bautzener Bürgermeisters Löhr und gegen den Protest seines Rektors Kreußler wurde Muka 1883 nach Chemnitz versetzt. 1887 übernahm Muka eine Stelle am Gymnasium in Freiberg, wo er 1901 zum Professor und 1912 zum Konrektor ernannt wurde. Mit seiner Pensionierung 1916 verlegte Muka seinen Wohnsitz nach Bautzen, wo er weitere Publikationen erstellte.
Muka heiratete 1881, seine erste Frau starb 1893. Im Jahr 1909 heiratete er Aloisia Valentina, geb. Loska Irmlerová.

## Wirken
Muka gilt als Förderer und Mäzen von Jakub Bart-Ćišinski, mit dem er 1875 die sorbischen Studententreffen „Schadźowanka“ und die literarisch-kulturelle „Jungsorbische Bewegung“ begründete. Er ist Gründer des Sorbischen Museums und war seit 1922 Ehrenvorsitzender der sorbischen wissenschaftlichen Gesellschaft Maćica Serbska, nachdem er bereits seit 1874 Mitglied und seit 1904 Ehrenmitglied war. 1887 ernannte ihn die Lausitzer Predigergesellschaft zu Leipzig zu ihrem Ehrenmitglied. Außerdem war er Mitglied der Akademien der Wissenschaften in Krakau (1895), Zagreb (1896), Prag (1897), Belgrad (1903), Sankt Petersburg (1913) und Warschau (1925), der Gesellschaft der Wissenschaften in Prag (1903) und der russischen Archäologischen Gesellschaft (1911).
Im Lauf seines Lebens gewann er einen beispielhaften Ruf als Entwickler und Verbreiter sorbischer Literatur und Presseerzeugnisse. So war er der Herausgeber der gesammelten Werke von Handrij Zejler (1883–1891), Redakteur der belletristisch-kulturellen Zeitschrift Łužica (1882–1907) und Redakteur des Časopis Maćicy Serbskeje (1894–1932). Sein Hauptwerk bildet das über 2500 Seiten starke Wörterbuch der nieder-wendischen Sprache und ihrer Dialekte.

## Ehrungen
Muka erhielt den serbischen St.-Sava-Orden (1893), den russischen Sankt-Stanislaus-Orden (1900), den montenegrinischen Danilo-Orden (1906), den russischen St.-Annen-Orden III. Klasse (1914) und den sächsischen Albrechts-Orden I. Klasse (1916). In Bautzen wurde die zum Haus der Sorben führende Dr.-Ernst-Mucke-Straße nach ihm benannt; in Cottbus tragen die Ernst-Mucke-Straße und seit 2002 auch der Ernst-Mucke-Platz im Ortsteil Schmellwitz seinen Namen.
Das Haus Weigangstraße 16 in Bautzen, in dem Arnošt Muka 1917 bis 1932 lebte, trägt eine Plakette mit seinem Antlitz.

## Werke
- De dialectis Stesichori, Ibyci, Simonidis, Bacchylidis aliorumque poetarum choricorum cum Pindarica comparatis. Dissertation, Universität Leipzig, 1879.
- Statistika łužiskich Serbow [Statistik der Lausitzer Sorben]. Selbstverlag, Budyšin 1884–1886 (Digitalisat).
  - deutsche Übersetzung: Statistik der Lausitzer Sorben. Übersetzt und bearbeitet von Robert Lorenz, Domowina-Verlag, Bautzen 2019, ISBN 978-3-7420-2587-6.
- Historische und vergleichende Laut- und Formenlehre der niedersorbischen (niederlausitzisch-wendischen) Sprache. Mit besonderer Berücksichtigung der Grenzdialecte und des Obersorbischen (= Preisschriften, gekrönt und herausgegeben von der Fürstlich Jablonowskischen Gesellschaft zu Leipzig, Band 28). Hirzel, Leipzig 1891; Nachdruck: Zentral-Antiquariat der Deutschen Demokratischen Republik, Leipzig 1965. (Einziger Mitbewerber auf die Preisfrage der Gesellschaft war Mjertyn Moń.[4])
- Wörterbuch der nieder-wendischen Sprache und ihrer Dialekte.
  - Band 1: A–N. Verlag der Russischen und Čechischen Akademie der Wissenschaften, St. Petersburg 1911–1915, Prag 1926; Neudruck: Domowina-Verlag, Bautzen 2008, ISBN 978-3-7420-2091-8.
  - Band 2: O–Ź. Verlag der Böhmischen Akademie für Wissenschaft und Kunst, Prag 1928; Neudruck: Domowina-Verlag, Bautzen 2008, ISBN 978-3-7420-2092-5.
  - Band 3: Familiennamen, Ortsnamen, Flurnamen, Nachträge. Verlag der Böhmischen Akademie für Wissenschaft und Kunst, Prag 1928; Neudruck: Domowina-Verlag, Bautzen 2008, ISBN 978-3-7420-2093-2.
- Bausteine zur Heimatkunde des Luckauer Kreises. Kreisausschuss, Luckau 1918.
- Serbsko-němski a němsko-serbski přiručny słownik [Wendisch-deutsches und deutsch-wendisches Handwörterbuch]. Schmaler, Bautzen 1920.
- Serbske swójźbne a městnostne ḿeńa Dolneje Łužyce. Wendische Familien- und Ortsnamen der Niederlausitz. Prag 1928 (Digitalisat auf sachsen.digital)
- Ernst Eichler (Hrsg.): Abhandlungen und Beiträge zur sorbischen Namenkunde (1881–1929) (= Slavistische Forschungen, Band 45). Böhlau, Köln und Wien 1984, ISBN 3-412-08483-2.